# Wysoczyzna
Wysoczyzna – rozległe, niewysokie wzniesienie zbudowane z materiału morenowego, otoczone przeważnie pradolinami, np. Wysoczyzna Białostocka, Wysoczyzna Ciechanowska, Wysoczyzna Elbląska, Wysoczyzna Kaliska, Wysoczyzna Płońska, Wysoczyzna Wysokomazowiecka. 